# Wolfgang Graßl
Wolfgang Graßl (Schönau am Königssee, 11 gennaio 1970 – Schönau am Königssee, 12 aprile 2010) è stato uno sciatore alpino e allenatore di sci alpino tedesco che gareggiò per la nazionale tedesca occidentale.

## Biografia

### Carriera sciistica
Specialista delle prove veloci, Graßl ai Mondiali juniores di Madonna di Campiglio 1988 vinse la medaglia d'argento nella discesa libera; non prese parte a rassegne olimpiche né ottenne piazzamenti in Coppa del Mondo o ai Campionati mondiali.

### Carriera da allenatore
Dopo il ritiro divenne allenatore nei quadri della Federazione sciistica della Germania, seguendo anche la moglie Hilde Gerg fino al suo ritiro (2005) e in seguito occupandosi dei settori giovanili e delle velociste della nazionale tedesca.

## Palmarès

### Mondiali juniores
- 1 medaglia:
  - 1 argento (discesa libera a Madonna di Campiglio 1988)